# Panou publicitar
Un panou publicitar este o structură de mari dimensiuni, amplasată în zone cu trafic intens, de exemplu: autostrăzi, străzi principale sau intersecții. Acesta prezintă publicitate pietonilor și șoferilor care trec. Mărcile le folosesc pentru a construi brand-urile sau a promova produsele. În București, existau panouri publicitare electrice.